# Chrysobothris schaefferi
Chrysobothris schaefferi är en skalbaggsart som beskrevs av Jan Obenberger 1934. Chrysobothris schaefferi ingår i släktet Chrysobothris och familjen praktbaggar. Inga underarter finns listade i Catalogue of Life.